# 가이우스 마리우스

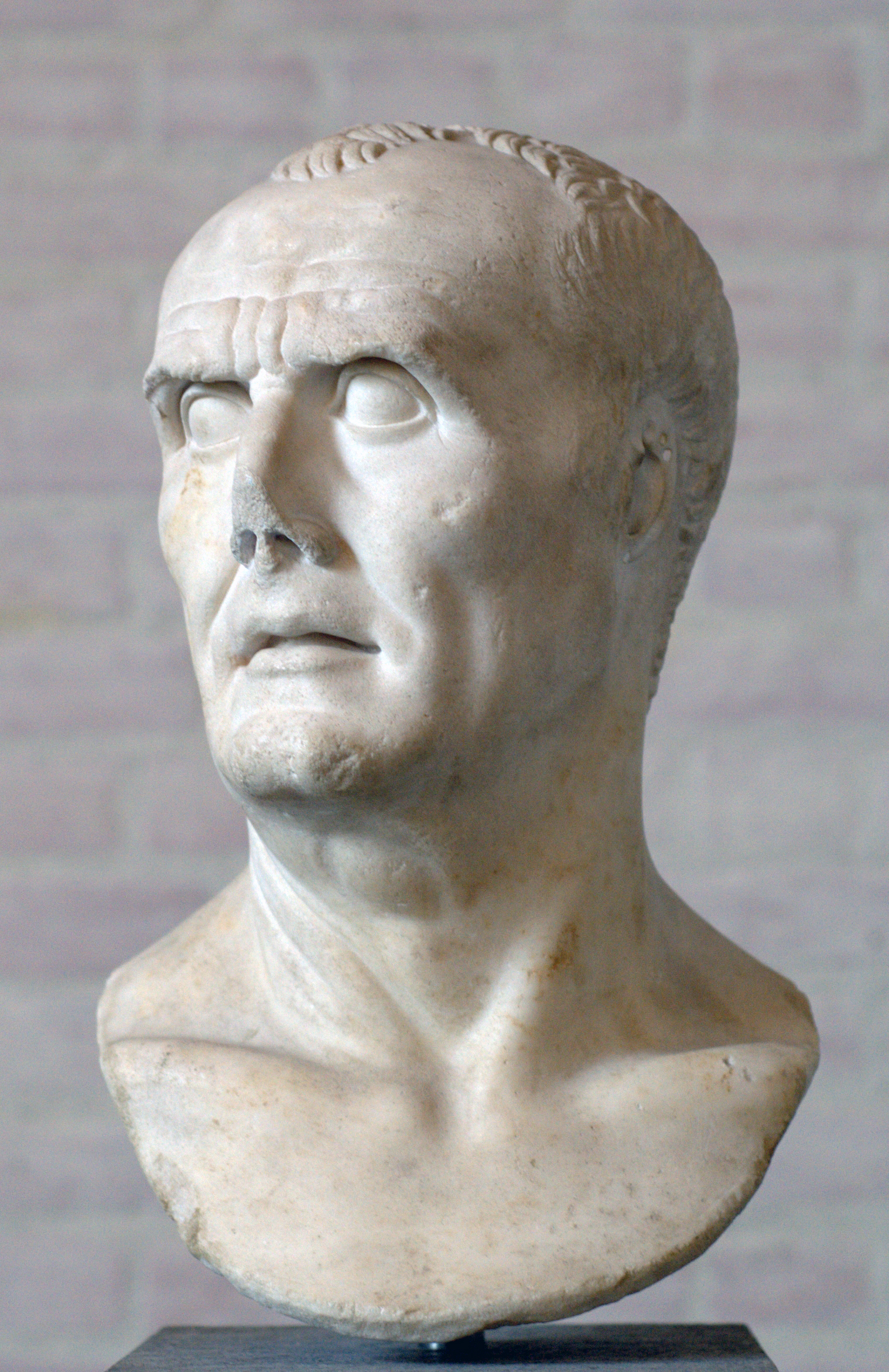
마리우스의 두상

가이우스 마리우스(Gaius Marius, 기원전 157년 – 기원전 86년 1월 13일)은 로마 공화정의 장군이자 정치가였다. 이례적으로 7번이나 집정관에 당선되었고 로마 군단에 대한 마리우스의 개혁으로 유명하다. 무산계급을 신병으로 보충했고, 병력운용의 중심을 중대단위(Maniple)에서 연대단위(Cohorts)로 바꿨다. 게르만족의 침략을 격퇴하여 로마의 제3의 건국자로 불렸다. 마리우스의 생애는 로마가 공화국에서 제국으로 변화하는데 중대한 역할을 하였다.

## 생애

### 어린 시절
보통 3개의 이름으로 알려진 다른 로마의 인물들과 달리 가이우스 마리우스는 2개의 이름밖에 없었다. 이는 그가 귀족이 아닌 평민이자, 대단치 않은 배경을 가진 것을 간접적으로 시사한다.
그는 기원전 157년 라티움 남쪽의 아르피눔에서 태어났다. 아르피눔은 기원전 4세기 후반에 로마에 의하여 점령당했으며 투표권이 없는 로마 시민권이 주어졌으며, 기원전 188년에 가서야 완전한 로마 시민권을 얻게 되었다. 플루타르코스는 마리우스의 부친이 노동자라고 주장하지만 마리우스와 로마 귀족들간의 관계를 보았을 때 사실이 아닌것으로 보인다. 마리우스는 젊은시절 원로원의 신인(novus homo)였기 때문에 많은 어려움을 겪었다.
전설에는 그가 소년시절 독수리 둥지에서 7마리의 독수리 새끼를 발견한 것으로 나오는데 아마도 7번의 집정관을 역임한 것에 대한 암시인듯하다. 실제로 나중에 집정관 시절 그는 독수리를 로마 원로원과 시민의 상징으로 도입했다. 기원전 134년 히스파니아 누만티아에서 복무하던 그는 스키피오 아이밀리아누스 아프리카누스에게 훌륭한 인상을 주었다. 플루타르코스에 따르면 어느날 저녁식사를 하던 중에 사람들이 그의 뒤를 이을 장군이 누가 될지를 묻자 마리우스의 어깨를 두드리며 "아마도 이사람일것" 이라고 말했다고 한다. 그러나 그 이후에는 별다른 활약을 보이지 못하고 군단을 전전했던 것으로 보인다.
기원전 119년 마리우스는 당시 로마의 유력한 가문이던 카이킬리우스 메텔루스의 도움으로 호민관에 당선된다. 호민관이 된 후 그는 민중파가 되었다. 민관 시절 별다른 경력도 없고 배경도 교양도 없던 그는 이후 안찰관에 출마했으나 낙선하고 기원전 115년에 법무관에 당선된다. 이후 전직 법무관의 자격으로 히스파니아에서 복무하는데 여기서 그는 광산경영등으로 부를 축적할 수 있었다.

### 집정관 시기
기원전 109년 누미디아의 유구르타와 로마사이에 전쟁이 벌어지자 당시 집정관이었던 카이킬리우스 메텔루스가 총사령관으로 선출되어 원정을 떠났는데 마리우스는 메텔루스의 부사령관으로 참전했다. 처음에는 로마군이 유리하게 상황이 전개되었으나 유구르타의 게릴라 전에 로마군은 고전을 면치 못하게 되고 전쟁이 장기화 될 위험에 빠지자 마리우스는 메텔루스와 불화를 겪게 되었다. 마리우스는 결국 자신이 직접 집정관에 출마하여 상황을 타개하려고 하였는데 귀족 가문출신인 메텔루스는 미천한 가문 출신의 마리우스가 집정관이 되려는 것을 비웃으며 로마행의 허가를 미루었다고 한다.
메텔루스에게 겨우 허가를 받고 간신히 선거에 맞추어 로마에 도착한 마리우스는 결국 평민과 기사계급의 지지로 기원전 107년의 집정관으로 선출되고 아프리카를 담당하게 되었다. 유구르타를 상대하기 위해서 병력이 더 많이 필요했던 마리우스는 대대적인 군사제도의 개편을 추구하였다. 이 개혁으로 재산이 없는 사람도 군단에 지원할 수 있게 되었는데 마리우스는 대폭 증원된 로마군단을 이끌고 유구르타와의 전쟁을 승리로 이끌었다. 이때 그의 부하였던 루키우스 코르넬리우스 술라는 중요한 역할을 수행 하였다.
기원전 104년 유그르타와의 전쟁을 마무리하고 로마로 개선한 마리우스는 다시 한번 집정관에 당선되었고 이때부터 매년 계속해서 5년동안 집정관에 뽑혔다. 마리우스는 다시한번 대폭적인 군사제도 개편을 실시하고 알프스를 넘어 갈리아 부족들과의 전투를 벌였고 연이어 승리했다.
기원전 102년 아쿠아이 섹스티이아이(현재의 프랑스 엑상프로방스)에서 테우토네스족을 패배시켰으며, 이듬해에는 원전에서 실패한 공동집정관인 퀸투스 루타티우스 카툴루스와 함께 베르첼리에서 킴브리족을 패배시켰고 함께 로마로 개선했다. 이때가 마리우스의 생애 최고의 정점에 이른 시기이고 이후로 내리막길을 걷게 된다.

### 마리우스의 쇠퇴
기원전 100년 마리우스는 통산 6번째의 집정관으로 선출되었지만 오랜 전쟁에서 돌아온 퇴역병의 처리문제로 고민하고 있었다. 당시 호민관은 루키우스 아풀레이우스 사투르니누스였는데 그는 그라쿠스 형제의 숭배자로 여러 가지 개혁안을 들고 나왔고 마리우스의 퇴역병들이 이에 동조하여 원로원을 자극했다. 사실 당시 집정관인 마리우스가 양측에서 조정자 역할을 해야했으나 마리우스는 이런 일에 서툴렀다. 양쪽은 그라쿠스 형제 때처럼 서로 격돌했고 유혈사태까지 벌어져 사투르니우스는 살해당했다. 그 결과 마리우스는 평민계급과 원로원 귀족계급 양쪽 모두의 신뢰를 잃었고 급속히 인기가 떨어졌다.

### 동맹시 전쟁과 술라의 내전
이후 약 10년간은 마리우스는 사실상 은퇴에 들어갔다. 그가 다시 등장한 것은 로마의 동맹시들이 로마 시민권 확대를 둘러싸고 로마에 반란을 일으킨 이른바 동맹시 전쟁때였다. 마리우스는 노익장을 과시하면서 이 전쟁에 참가했고 술라는 속전속결로 명성을 얻었다. 결국 동맹시에 시민권을 확대함으로 동맹시 전쟁은 종결되었으나 이 틈을 노려 폰투스의 미트라다테스 6세는 로마의 반기를 들었다.
이에 대한 응징을 놓고 로마는 둘로 나뉘었다. 기원전 88년 술라는 집정관에 당선되었고 원로원은 그에게 미트다라테스의 정벌을 맡겼으나 민회는 호민관 푸블리우스 술피키우스 루푸스의 선동으로 마리우스를 사령관으로 임명했다. 술라는 자신의 정당한 지휘권이 빼앗긴데 대해 반기를 들고 자신의 군대를 조직해 로마를 무력으로 점령하고 술피키우스 루푸스를 참수하는 한편 마리우스-술피키우스 일파에 대한 숙청 작업을 벌였다. 이때 마리우스는 아프리카로 달아났다.
한편 로마의 내전으로 어수선한 틈을 노려 폰투스의 미트라다테스는 다시 그리스에서 반-로마의 기치를 올렸고 아테네가 이에 합세했다. 술라는 기원전 87년의 집정관인 킨나와 옥타비우스에게 로마를 맡기고 그리스로 원정을 떠날 수밖에 없었다. 술라가 그리스로 떠나자마자 킨나는 마리우스-술피키우스에 대한 복권을 단행했고 로마는 다시 내전상태로 빠졌다. 마리우스는 아프리카에서 군대를 이끌고 로마로 귀환해 반대파에 대한 대대적인 복수의 숙청을 단행했는데 이때 원로원 의원 50명, 기사계급의 1,000여명이 죽었다고 한다.
이듬해인 기원전 86년 마리우스는 킨나와 함께 집정관에 다시 한번 선출되었다. 이것이 그의 일곱 번째이자 마지막 집정관직이었고 마리우스는 공식적인 업무가 시작되고 불과 13일 후에 71세의 나이로 죽었다.

## 연표
- 기원전 157년—아르피눔에서 태어남
- 기원전 134년—히스파니아에서 복무
- 기원전 120년—호민관 당선
- 기원전 116년—법무관 당선
- 기원전 114년—히스파니아 지방의 총독으로 파견
- 기원전 110년—율리아와 결혼 (율리우스 카이사르의 고모)
- 기원전 109년—메텔루스의 부관으로 군무에 복귀
- 기원전 107년—첫 번째 집정관직
- 기원전 107년—군제 개혁 단행 (마리우스의 개혁)
- 기원전 104년 ~ 기원전 100년—다섯번의 집정관직 연임
- 기원전 101년—게르만 부족의 침입을 성공적으로 막음
- 기원전 91년 ~ 기원전 88년—동맹시 전쟁으로 군무에 복귀
- 기원전 87년
  - 술피키우스 루푸스와 거래하여 미트라다테스 6세 정벌군의 사령관으로 뽑힘
  - 술라가 로마 진격에 성공, 정권을 잡음
  - 마리우스와 아들, 아프리카로 도망
  - 킨나와 함께 새로운 군대를 이끌고 로마로 돌아와 다시 정권을 잡고 대대적 숙청 단행
- 기원전 86년
  - 일곱 번째 집정관직
  - 1월 13일 죽음